# لینتون ماینا
لینتون ماینا (انگلیسی: Linton Maina؛ زادهٔ ۲۳ ژوئن ۱۹۹۹) بازیکن فوتبال اهل آلمان است.
از باشگاه‌هایی که در آن بازی کرده‌است می‌توان به باشگاه فوتبال هانوفر ۹۶ اشاره کرد.
وی همچنین در تیم‌های ملی فوتبال Germany national under-16 football team، جوانان آلمان، جوانان آلمان، جوانان آلمان، و زیر ۲۰ سال آلمان بازی کرده‌است.